# Alianza Senadores por la Patria
La Alianza Senadores por la Patria fue una coalición política paraguaya fundada con el objetivo de presentar una lista única de candidatos al Senado en las elecciones generales del 2023. La alianza fue parte de la Concertación Nacional, e incluyó a varios partidos de centro izquierda, el más grande siendo el Partido Liberal Radical Auténtico.

## Composición
| Partido | Partido                           | Ideología            | Líder                 | Candidatos | Electos |
| ------- | --------------------------------- | -------------------- | --------------------- | ---------- | ------- |
|         | Partido Liberal Radical Auténtico | Liberalismo          | Efraín Alegre         | 24         | 11      |
|         | Partido Demócratico Progresista   | Socialdemocracia     | Rafael Filizzola      | 4          | 1       |
|         | Partido Revolucionario Febrerista | Socialdemocracia     | Guillermo Ferreiro    | 2          | 0       |
|         | Partido Demócrata Cristiano       | Democracia cristiana | Miguel Ángel Montaner | 5          | 0       |
|         | Partido de la A                   | Liberalismo          | Oti Sánchez           | 6          | 0       |
|         | Partido Frente Amplio             | Progresismo          | Pedro Almada Galeano  | 4          | 0       |